# Saint-Martin-Curton
 Saint-Martin-Curton  là một xã của tỉnh Lot-et-Garonne, thuộc vùng Nouvelle-Aquitaine, tây nam nước Pháp.